# Friedrich Josef Anton von Schreckenstein
Friedrich Josef Anton Roth von Schreckenstein (* 1753 in Eichstätt; † 1808 in Donaueschingen) war ein Freiherr und Heimatforscher in Immendingen auf seinem Schloß Immendingen. Er war verheiratet mit Kunigunde Freiin von Riedheim und hatte einen Sohn und zwei Töchter.

## Leben
Er wurde als Sohn des Hofmarschalls Franz Anton Roth von Schreckenstein geboren. Nach seiner Erziehung als Edelknabe und Studium der Jura und Philosophie an den Universitäten in Salzburg und Würzburg von 1770 bis 1776 ging er auf Reisen nach Holland und Frankreich, besuchte die Deutschen Fürstenhöfe und erwarb sich vielfältiges Wissen. Nachdem sein Vater 1774 verstorben war, brach er seine geplante diplomatische Laufbahn ab und bewirtschaftete seine Güter in Immendingen und Billafingen. Sein ganzes Bestreben lag in der Verbesserung der Landwirtschaft und der gesamten Infrastruktur zum Nutzen des Gemeinwohls. Er war Mitbegründer der Gesellschaft der schwäbischen Naturforscher und schrieb ein Buch über Obstsorten der Baar, ein Verzeichnis von Insekten, und Bücher über Pflanzenkunde. Er begründete am 19. Januar 1805 die Gesellschaft der Freunde vaterländischer Geschichte und Naturgeschichte an den Quellen der Donau, den bis heute tätigen Baarverein, einen der ältesten Deutschen Geschichtsvereine. Mitglieder waren unter anderen, Freiherr Joseph von Laßberg und Sigmund Riezler. 1778 wurde er Hof- und Regierungsrat der Fürstbischöfe von Eichstätt. 1788 wurde er von Engelbert für die Botanik begeistert und entwickelte sich zum anerkannten Wissenschaftler. Am 30. August 1807 verkaufte er alle seine Rechte an Immendingen: Gebäude, liegende Güter und Nutzungen um 75.000 Gulden an seinen Mitherrn Freiherr Josef von Reischach, und zog nach Donaueschingen. Er erwies sich als sehr sozial und hielt den Adel für überholt. 